# Varnostni pečat
Varnostni pečati so mehanizmi, ki se uporabljajo za pečatenje ladijskih zabojnikov na način, ki preprečuje nedovoljeno spreminjanje in zagotavlja določeno stopnjo varnosti. Takšni pečati lahko pomagajo pri odkrivanju kraje ali kontaminacije, tako naključne kot namerne. Varnostne pečate se običajno uporablja za zaščito prikolic za tovornjake, ladijskih zabojnikov, kemičnih sodov, letalskih vozičkov in komunalnih merilnikov. Običajno se štejejo za poceni način preprečevanja vdora v občutljive prostore.

## Ranljivosti
Varnostni pečati niso namenjeni reševanju vseh varnostnih težav:
Učinkovitost pečata je močno odvisna od pravilnih protokolov za njihovo uporabo.Te protokoli so uradna in neuradna navodila, ki se jih uporablja za pridobivanje pečatov, shranjevanje, vodenje arhiva, namestitev, preverjanje, odstranitev, uničenje, poročanje, razlago spoznanj in usposabljanje. Z dobrim protokolom lahko skromen pečat zagotovi odlično varnost.  Nasprotno pa se lahko prefinjen pečat izkaže za neučinkovitega, če ni pravilno uporabljen.— Ekipa za ocenitev šibkosti v Argonne National Laboratory, 
Ista organizacija je pokazala, da je usposobljena oseba s pomočjo nizko-tehnoloških metod lahko premagala 90% od 244 preučevanih pečatov v manj kot 3 minutah, in vse v manj kot 44 minutah.  Ponujajo zamisli o protiukrepih in raziskujejo obetavno možnost »proti-vdornih« pečatov.

## Delovanje
Varnostne pečate je mogoče razdeliti na dve glavni skupini: za enkratno uporabo in ponovno uporabo. Pečati za enkratno uporabo so običajno izdelani iz plastike ali kovine, uporabljeni material in način izdelave pa sta ključ do njihove stopnje varnosti. Pečati za večkratno uporabo so običajno elektronski ali mehanski, pri popolnoma plastičnih se lahko ponovno uporabi le en del. Elektronski in mehanski pečati se običajno uporabljajo za prevozno industrijo, pri čemer je pečat pritrjen na zadnji del tovornjakov, prikolic in zabojnikov. Na zadnja vrata ali vrata za nakladanje se lahko namesti mehanski ali elektronski pečat, ki ga je mogoče ponovno uporabiti, tako da se kabli raztezajo skozi pritrdilne točke na vratih in ko so zatesnjeni, ustvarijo edinstveno številko, ki se zabeleži. Ko so vrata naslednjič odprta, se ta številka spremeni in s tem dokazuje nedovoljeno poseganje v tovor.

### Visoko varnostni pečat
Visoko varnostni pečat je sestavljen in izdelan iz materialov kot sta kovina ali kovinski kabel, z namenom da zadrži vdor, in je zasnovan v skladu s standardi svetovne carine ter standardom varnosti ISO. Mednarodna organizacija za standardizacijo (ISO) je 15. maja 2013 objavila novo različico ISO 17712. Glavne spremembe v novi izdaji se nanašajo na klavzulo 6, z naslovom Dokazi o zlorabi. Spremembe so bile potrebne zaradi dokazane nepraktičnosti pri testnih posegih v izdaji ISO 17712: 2010.
Merilo varnosti pečata je, ali je dobil oceno ISO 17712: 2013. Ameriško carinsko-trgovinsko partnerstvo proti terorizmu (C-TPAT) Ameriško carinsko-trgovinsko partnerstvo in okvir standardov Svetovne carinske organizacije sta potrdila in spodbujala uporabo pečatov, skladnih s standardom ISO .
Zahteve za določeno stopnjo zaščite pečatov so določene v standardu ISO 17712. Pečati, ki imajo visoko stopnjo varnosti in zaščite, se imenujejo tudi "zaporni pečati". Izdelani so iz drugačnih kovin ali kovinskih zlitin, kar pomeni, da se za njihovo odpiranje uporabljajo posebna orodja, kot so klešče. V to kategorijo spadata tudi kabelski pečat in vijak pečat. Zasnovani so za odvračanje priložnostnih tatvin blaga visoke vrednosti, pogosto pa jih je mogoče označiti in oštevilčiti, z namenom izboljšanja odpornosti proti posegom  in zagotovljanja odlične varnosti za zabojnike. Pečati, ki so v okvirni vrednosti ISO 17712, so izdelani iz plastike ali tankih kovin.
Proizvajalci varnostnih pečatev delajo skupaj z ISO varnostnimi revizorji, da bi zagotovili obveščanje podjetij in drugih zainteresiranih strani z naslednjimi informacijami o novi izdaji.

### (HMRC) Carinsko priznani pečati
Carinsko priznani pečati so varnostni pečati, ki jih carinska služba določene države sprejme kot varne pečate za uporabo na zabojnikih. To ne pomeni, da bi morali vsi izvozniki ali uvozniki na svoje zabojnike ali priklopnike namestiti carinsko priznan pečat. Mnoga podjetja, ki prevažajo blago visoke vrednosti, raje uporabljajo carinsko sprejete pečate, saj so bila na teh pečatih opravljena stroga testiranja in so visoke kakovosti.
Britanska agencija za testiranje varnostnih pečatov testira te pečate na različnih točkah, kot so "natezna trdnost", "učinki toplote", "neposredni učinki zmrzovanja", "učinkovito oštevilčevanje in označevanje", "dokazovanje posegov" in še več.
Sprejeti pečati carine Združenega kraljestva so razvrščeni v tri različne kategorije. Skupina 1 je sestavljena iz pečatov, ki zdržijo silo do 1000 kg, skupina 2 je sestavljena iz pečatov, ki zdržijo silo do 250 kg, skupina 3 pa je sestavljena iz drugih sprejetih pečatov.

### Kovinski pečati
Obstaja več osnovnih modelov kovinskih pečatov; vijačni spoji, krogelni pečat in kabelski pečat.
Vijačni pečati se uporabljajo za zavarovanje transportnih zabojnikov, tovornjakov in prikolic. Vijačni pečat, ki se uporablja za zavarovanje zabojnikov, mora biti skladen s standardom ISO 17712 in imeti visoko varnostno oznako, da ga lahko sprejmejo carinski organi po vsem svetu v pomorskem prometu. C-TPAT  (Carinsko trgovinsko partnerstvo proti terorizmu) določa, da morajo biti varnostni pečati skladni s standardom ISO 17712. Vijačni pečati se ponavadi zapirajo z roko (s potiskanjem telesa in glave pečata skupaj) in odpirajo z uporabo klešč. To omogoča močan in varen pečat za prevoz, hkrati pa ostaja priročen za osebje v pristaniščih in skladiščih.

### Kabelski pečati
Kabelski pečati so bolj vsestransko uporabni, saj imajo spremenljivo dolžino zapornega mehanizma, omejeno le z dolžino kabla. Tipična uporaba vključuje pečatenje tovornjakov in železniških vozil, ki prevažajo bolj vredno blago. Notranji zaklepni mehanizem preprečuje, da bi se kabel odtegnil. Večina kabelskih pečatov je razvrščenih kot varnih ali z visoko stopnjo varnosti v skladu z ISO 17712.
Vsi pečati skladni s standardom ISO 17712 so oštevilčeni na telesu in glavi pečatov, da se prepreči zamenjava delov. To se običajno izvaja z laserskim označevanjem, ki ga ni mogoče odstraniti.
Za zaščito tovornjakov se običajno uporabljajo kroglasti pečati. Sestavljeni so iz kovinskega traku z luknjo, ki je pritrjen na ohišje. Ko je trak upognjen in vtaknjen skozi luknjo, ga krogla v ohišju zaskoči na mestu. Večina kroglastih pečatov spada v okvirno raven po ISO 17712.

### Plastični pečati
Plastični varnostni pečati so običajno izdelani v dveh stilih; z nastavljivo ali fiksno dolžino. Nastavljive dolžine pečatov imajo lahko številne aplikacije, od varovanja vratu vrečke ali poštne vreče do tesnjenja kemičnih sodov, kompletov prve pomoči in gasilnih aparatov. Imajo nastavljivo dolžino, podobno kot kabelski pečat, vendar nudijo veliko višjo stopnjo varnosti in revizijsko sled zaradi zaporednega številčenja. Nekateri pečati so črtno kodiran, imajo natisnjeno ime podjetja in logotip, ali lasersko graviranje.
Pečati s fiksno dolžino so bolj odporni na poškodbe kot tisti z nastavljivo dolžino, ker nimajo drsnih delov in se jih preprosto „klikne“ na mesto za zaklepanje, zaradi česar se lažje prilegajo kot pečati z nastavljivo dolžino. Večina pečatov s fiksno dolžino se lahko označi in oštevilči za dodatno varnost. Fiksna dolžina je pogosto izbira varnostnih pečatov za enkratno uporabo za prevozne namene.
Pečati za ključavnice se običajno dobavljajo kot popolnoma plastični pečat, ki je oblikovan kot standardna ključavnica. Tehnično se jih uvršča med pečate s fiksno dolžino. Zanje je značilna enaka vrsta zaščite pred posegi kot je na voljo pri pečatih z nastavljivo in fiksno dolžino - številčenje, črtno kodiranje in označevanje blagovnih znamk - vendar so uporabne za ralične namene. Najpogostejša uporaba teh pečatov je za brezplačne vozičke za prevoz blaga. Eden od razlogov je, da se lahko plastične ključavnice postavi čez zaklepni del, ki ga zavaruje enako kot vsaka kovinska ključavnica. Ne potrebujejo ključev za odpiranje, preprosto se zlomijo pri vgrajeni lomni točki, z uporabo rok ali klešč. Varne so zaradi revizijske sledi, ki je na voljo zaradi zaporednega oštevilčenja.
Merilni pečati se uporabljajo z električnimi, plinskimi ali vodnimi števci in so običajno oblikovani iz polikarbonata. Prosojno telo pečata pomeni, da je mehanizem za zaklepanje viden in da lahko jasno pokaže nedovoljeno poseg. Pečati merilnika lahko prenesejo izpostavljenost sončni svetlobi, ekstremnim vremenskim razmeram in širok razpon temperatur. Zasnovani so samo za enkratno uporabo in se po odstranitvi uničijo. Nekateri merilno pečati vsebujejo sestavne dele, ki žarijo pod ultravijolično svetlobo in omogočajo, da se pečat zlahka najde v temi.
Posebni varnostni trakovi in nalepke imajo visoko lepljivost, ki v kombinaciji s podlogami, zasnovanimi za lomljenje ali drobljenje pod določenimi pogoji, kažejo na prezgodnje poskuse odpiranja. Tiskanje po meri, hologrami in varnostno tiskanje pogosto pomagajo pri odvračanju in prikazovanju morebitnih posegov.

## Tehnologije za označevanje pečatov
Pečati se lahko individualizirajo tako, da ustrezajo potrebam uporabnika. Tipično označevanje vključuje logotipe, posebna besedila, bele blazinice za ročno pisanje, zaporedno oštevilčenje ter 1D in 2D črtne kode. Uporablja se več tehnologij, vključno z vročim žigosanjem, ink jet tiskanjem, laserskim graviranjem in termičnim tiskanjem .

### Odlok C-TPAT
Carinsko-trgovinsko partnerstvo proti terorizmu (C-TPAT) je prostovoljni program varovanja dobavne verige, ki ga vodi ameriška carinska in mejna zaščita (CBP), in je osredotočen na izboljšanje varnosti dobavne verige zasebnih podjetij z varovanjem pred terorizmom. Program se je začel novembra 2001 s sedmimi začetnimi udeleženci, vsi so bili velika ameriška podjetja. Veliki proizvajalci varnostnih pečatov so bili vključeni v segment „vabljenih tujih proizvajalcev“. C-TPAT varnostne vezi kažejo, da so skladne z mednarodnimi varnostnimi standardi za ladijski promet.